# Severin Roesen

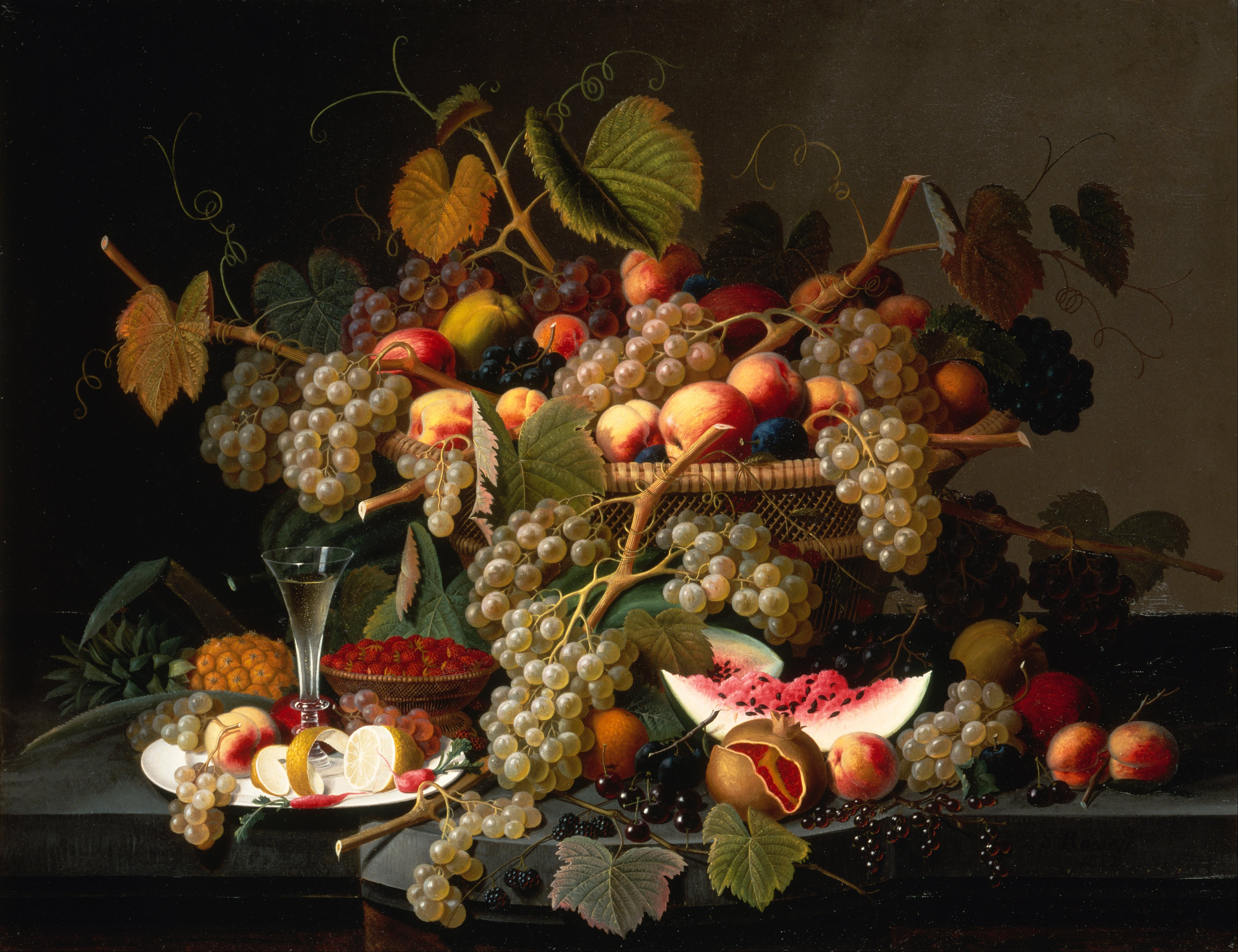
Natureza morta com uma cesta de frutas.

Severin Roesen (1815 em Boppard — 1872) foi um pintor prussiano-americano conhecido por suas abudantes frutas e flores de natureza-morta, e hoje é reconhecido como um dos principais pintores americanos deste gênero no século XIX.

## Vida

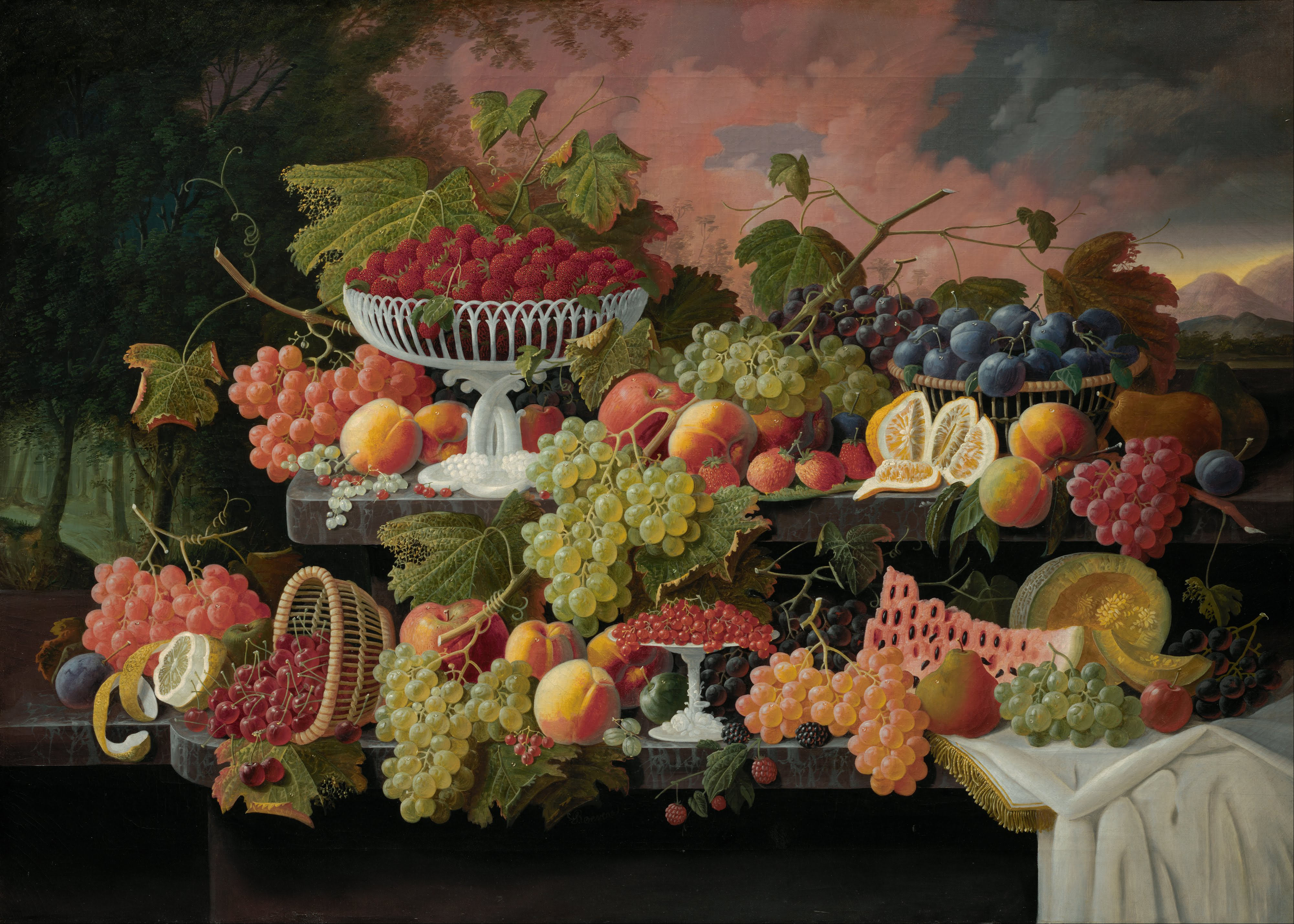
Natureza morta com frutas, Museu de Arte Nelson-Atkins

Filho de Stephanus e Margaretha em Boppard, Prússia (atual Alemanha), Severin Roesen nasceu em 1815, sendo batizado em 5 fevereiro de 1816. Pouco é sabido sobre sua infância e educação, embora tenha se casado com Sophia Jacobina Lambricht (nascida em 22 de janeiro de 1824) em 10 de março de 1847 em Sankt Kastor Katholisch, Koblenz Stadt, Renânia.Enquanto trabalhava como pintor de porcelana em Colônia, Roesen expôs uma pintura floral no clube de arte local de Colônia em 1847. Ele e Sophia chegaram em Dover, Inglaterra, em 27 de dezembro de 1847, então de lá imigraram para Nova Iorque, chegando em 4 de fevereiro de 1848, expondo onze pinturas na União de Arte Americana pelos próximos cinco anos. Sophia morreu logo após sua chegada à América e, em 30 de outubro de 1849, Roesen se casou com Wilhelmine Ludwig (nascida em 1831 em Alzey, Prússia), com quem ele teve três filhos; Minnie (nascida em 1854), Oscar (nascido em 1857), e um terceiro filho (nome e data de nascimento desconhecidos). O casamento ocorreu na Igreja Evangélica Luterana de São Mateus na cidade de Nova Iorque, Roesen apoiou a família através das vendas de suas pinturas para compradores privados e para a União de Arte Americana, assim como através do ensino de pinturas de naturezas-mortas. Roesen deixou sua família e se mudou para a Pensilvânia em 1857. Ele viveu brevemente na Filadélfia, e então se mudou para comunidades rurais germano-americanas em Harrisburg, Huntingdon e, finalmente, Williamsport, onde ele se estabeleceu por volta de 1863. Durante esse período, ele expôs trabalhos na Sociedade Histórica de Maryland em Baltimore em 1858, na Academia de Belas Artes da Pensilvânia e na Associação de Arte do Brooklyn em 1873.
Em 1895, O Williamsport Sun and Banner relatou: “O seu estúdio era bastante frequentado por seus amigos, que ficavam sentados o dia inteiro com este companheiro genial, culto e generoso, fumando seu cachimbo e bebendo sua cerveja, a qual ele estava raramente sem. Em um canto da pintura finalizada sempre aparecia o contorno tênue de um copo de cerveja e, quando um cliente se opunha à sua presença, ele dizia: 'Por que, você não gosta de cerveja?' e depois a tirava”.

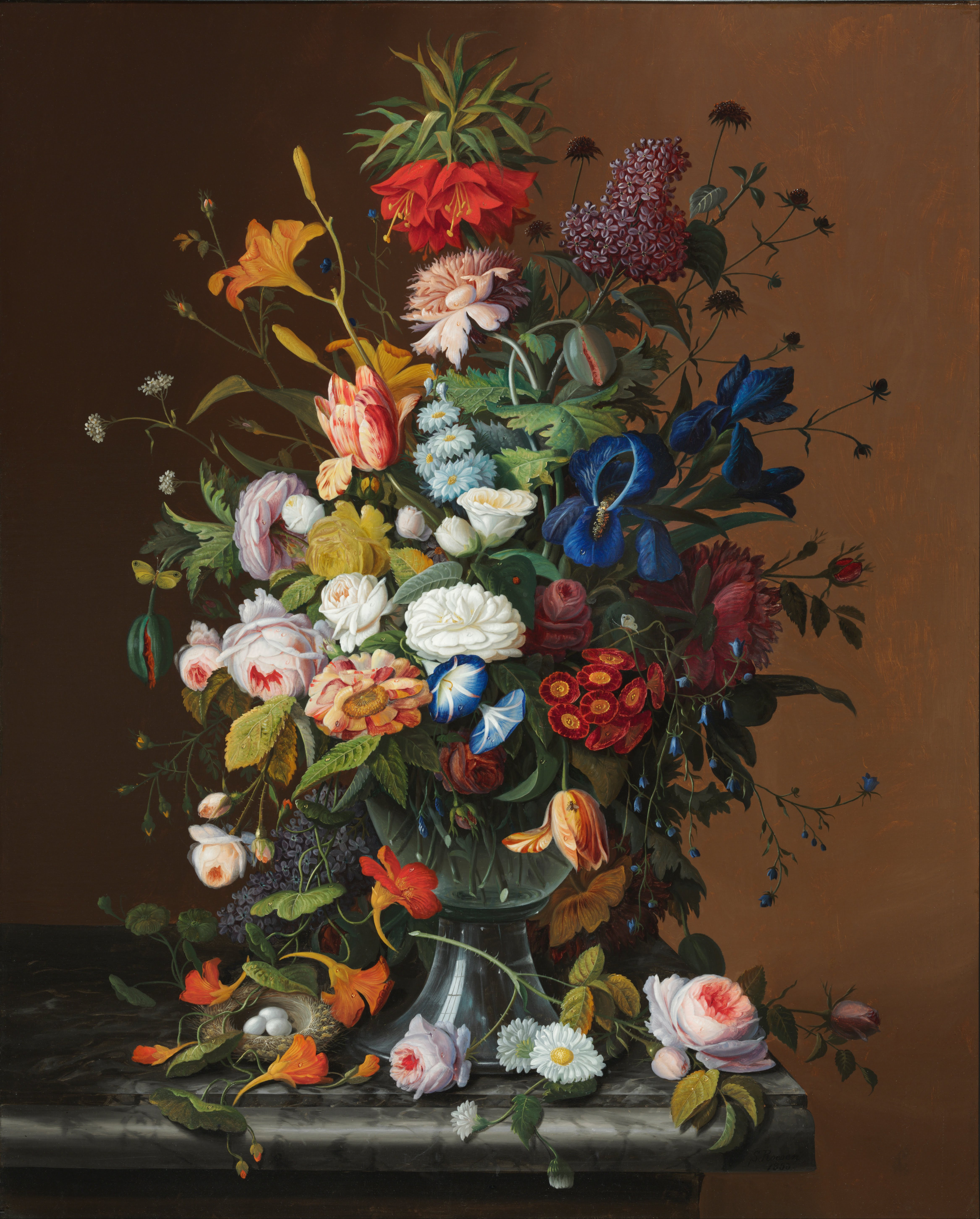
Flor ainda viva com ninho de pássaro.

Muitas pinturas de Roesen foram descobertas em Williamsport. Suas fotos da abundância da natureza encontraram um mercado disposto na crescente população da cidade (muitos de ascendência alemã) de prósperos comerciantes e madeireiros, que as compravam para adornar suas casas recém-construídas, assim como tavernas, restaurantes e hotéis. Um hoteleiro e cervejeiro, Jacob Flock, possuía mais de cinquenta pinturas de Roesen, as quais o artista parece ter trocado por alojamento e cerveja.
A última pintura datada de Roesen é de 1872, em que cessam todos os registros de sua vida e residência. Informações sobre sua vida posteriormente, assim como a data e local de sua morte, permanecem desconhecidos.

## Trabalho
Mais de trezentas pinturas de naturezas-mortas de Roesen foram registradas, das quais somente em torno de duas dúzias são datadas.
Enquanto as pinturas de Roesen demonstram uma atenção atenta aos detalhes em seus arranjos precisos e pinceladas precisas, seu tema subjetivo, apesar dos motivos específicos, não sofreu alterações ao longo de sua carreira. Às vezes ele fazia cópias quase idênticas das pinturas, mas geralmente apenas reorganizava e remontava elementos de estoque.

Diversos elementos presentes em Frutas e Taça de Vinho, por exemplo, também surgem em outras pinturas. Um prato de sobremesa cheio de morangos é uma presença comum. Uma taça de pilsner, às vezes acompanhada por uma garrafa aberta de champanhe, é intercambiável com um cálice cheio de limonada utilizada em outro lugar. O cálice é quase sempre colocado na borda inferior esquerda da pintura; um limão cortado ao meio costuma aparecer nas proximidades. Ramos cobertos de uvas organizadas a partir do canto inferior esquerdo para o canto superior direito fornecem à composição uma graciosa curva em S e conduzem sutilmente o olhar do observador por toda a exibição. A composição é equilibrada por uvas claras e escuras em ambos os lados e complementada por framboesas, cerejas, pêssegos, maçãs, peras e damascos espalhados. Muitos desses elementos de composição, incluindo os itens mencionados, foram derivados de naturezas-mortas holandesas do século XVII, tais como do artista Jan van Huysum.

Pinturas de Severin Roesen
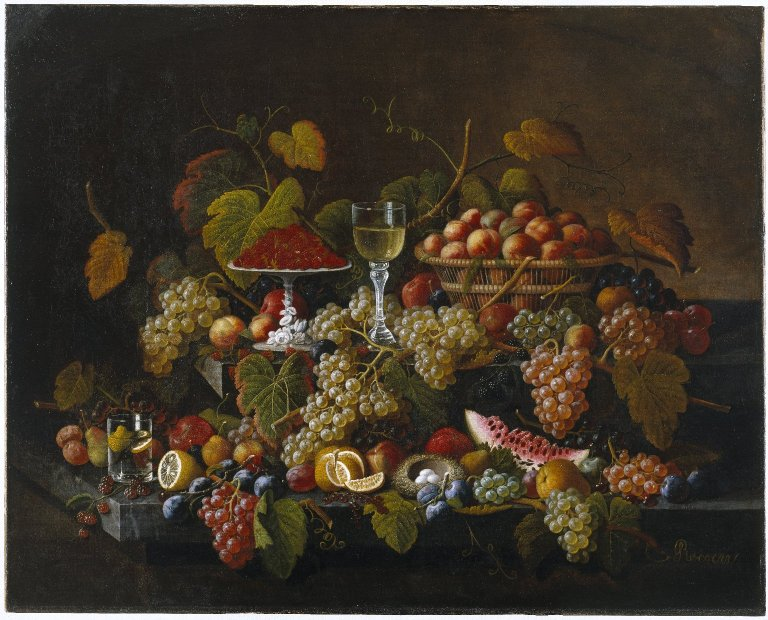
Natureza-morta com frutas, ⁣Museu de Arte do Brooklyn
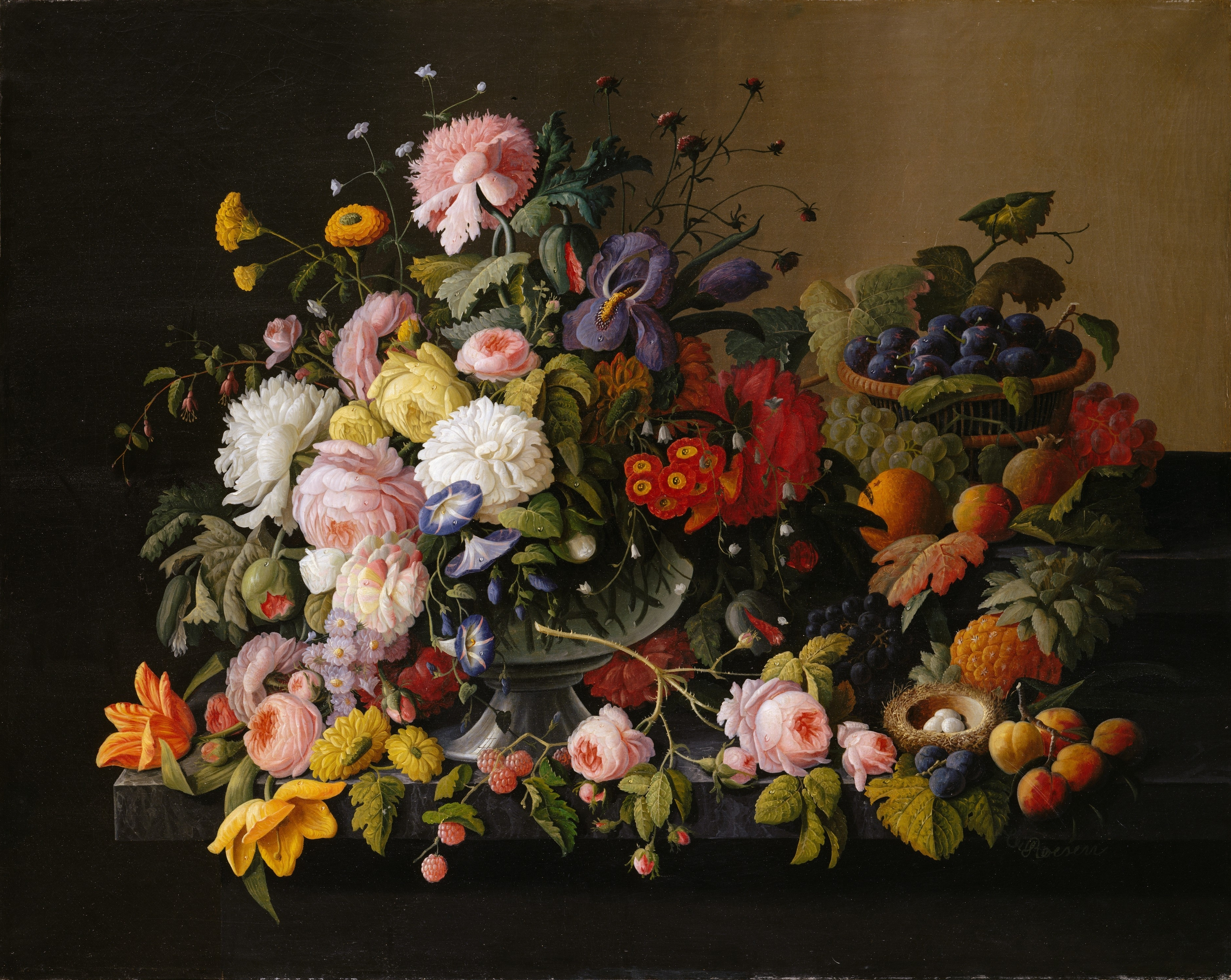
Natureza-morta: flores e frutas, ⁣ Museu Metropolitano de Arte
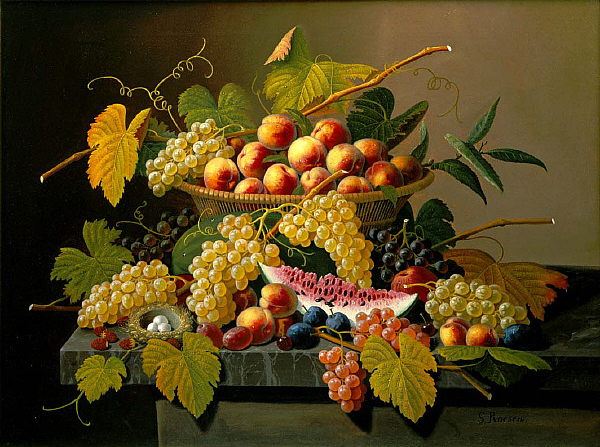
Natureza morta com cesta de frutas, ⁣ Museu de Arte de São Luís
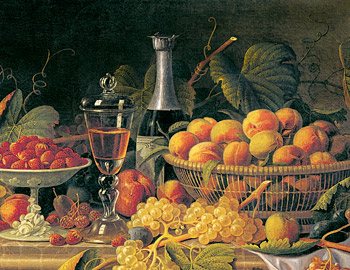
Feriado de frutas (detalhe)
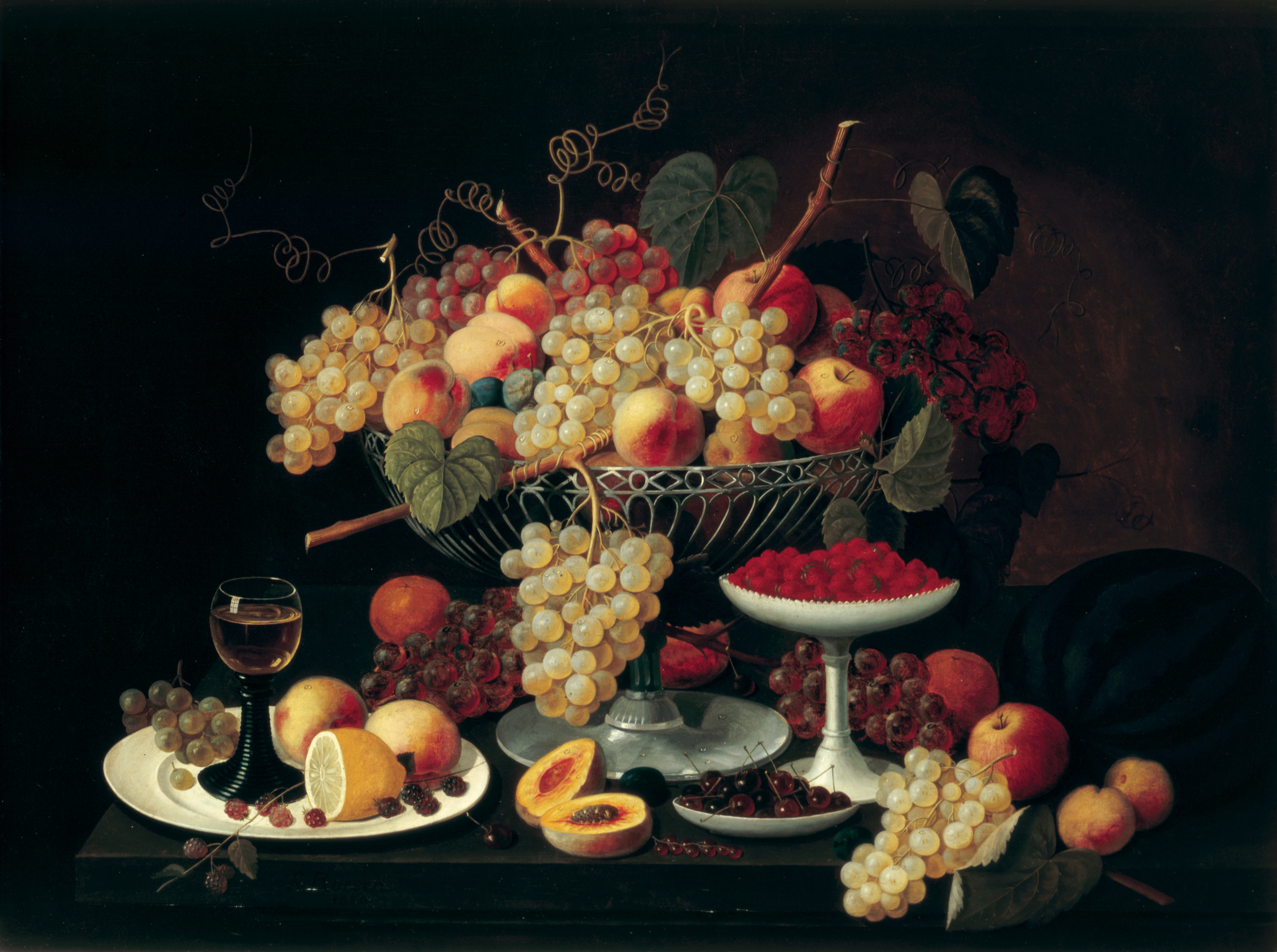
Natureza-morta com frutas, naCasa Branca
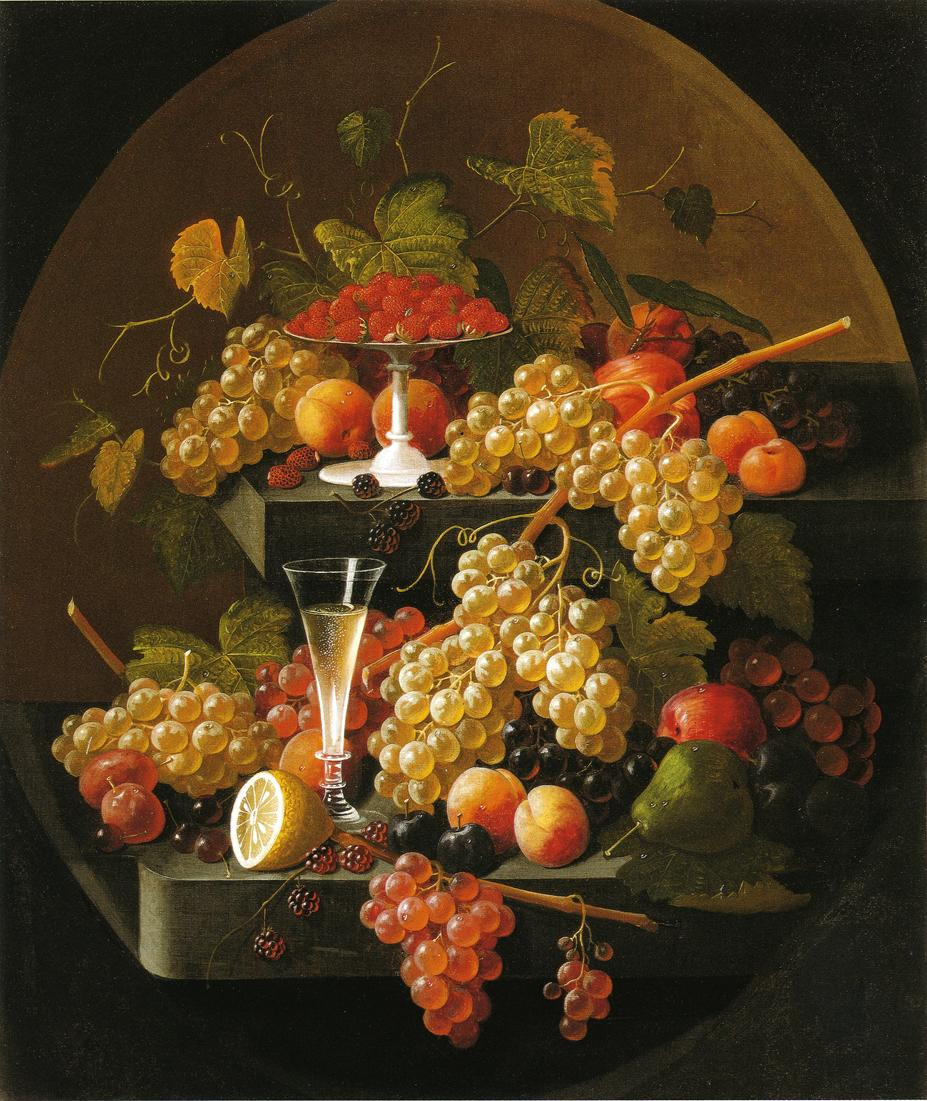
Taça de frutas e vinho
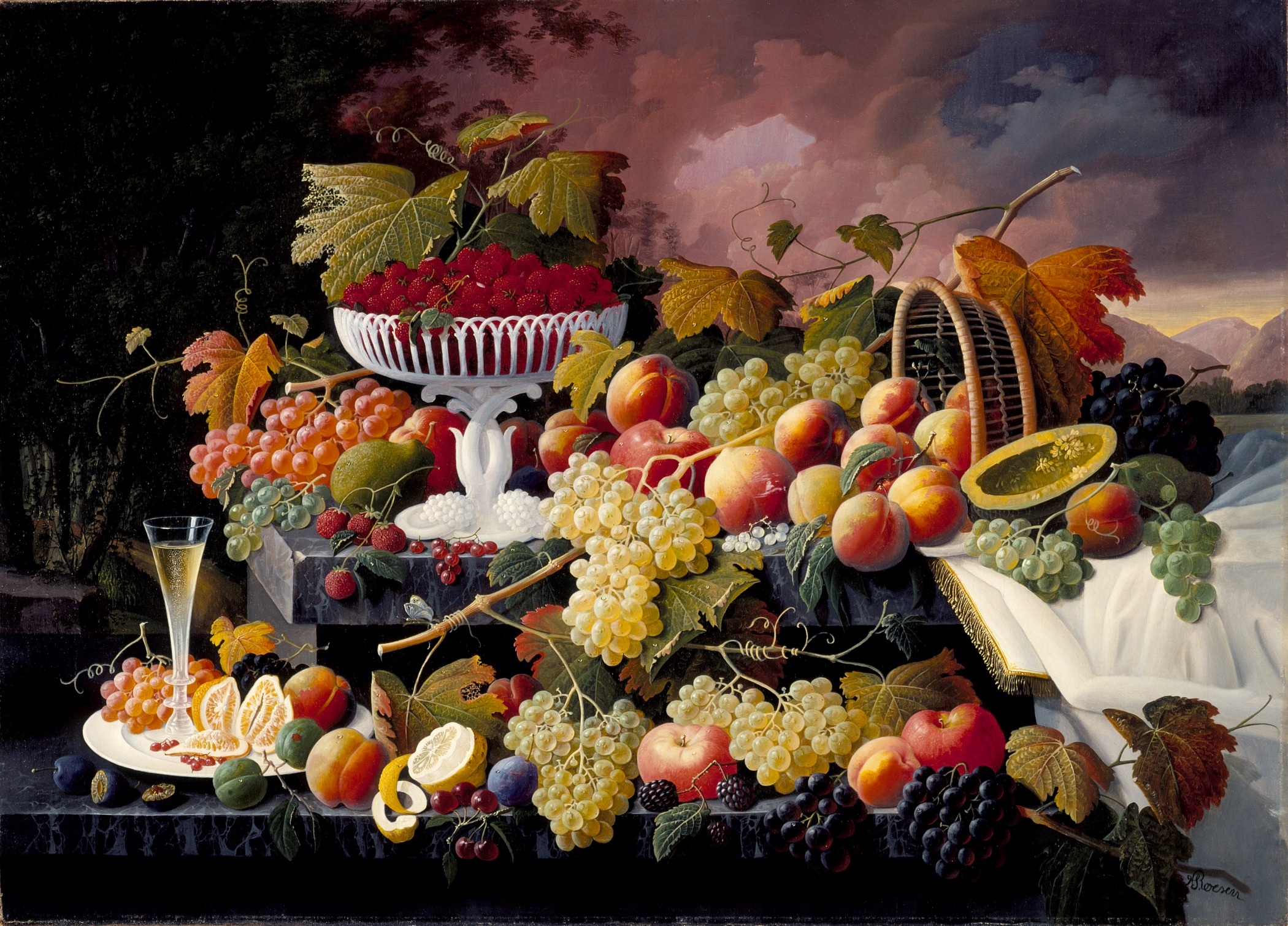
Natureza-morta de frutas em uma paisagem

## Literatura
- Judith Hansen O'Toole: Severin Roesen, Lewisburg, Pensilvânia: Bucknell University Press (1992)
- William H. Gerdts: Pintores da Verdade Humilde: Obras-primas da Natureza Morta Americana, 1801-1939, Columbia e Londres: University of Missouri Press (1981)